# Volleybalvereniging Voltena 2021-2022
Questa voce raccoglie le informazioni riguardanti il Volleybalvereniging Voltena nelle competizioni ufficiali della stagione 2021-2022.

## Organigramma societario
Area direttiva
- Presidente: René van der Giessen

Area tecnica
- Primo allenatore: Johan van Vliet

## Rosa
| N° | Nome                  | Ruolo | Data di nascita  | Nazionalità sportiva |
| -- | --------------------- | ----- | ---------------- | -------------------- |
| 1  | Romy Teuling          | P     | 22 dicembre 2001 | Paesi Bassi          |
| 2  | Raïsa Schoon          | S     | 3 ottobre 2001   | Paesi Bassi          |
| 3  | Tess van Wijngaarden  | C     | 6 settembre 2005 | Paesi Bassi          |
| 4  | Anne Schenk           | P     | 13 aprile 2000   | Paesi Bassi          |
| 5  | Hannah van Esch       | S     | 12 agosto 2000   | Paesi Bassi          |
| 6  | Anique Tavenier       | S     | 11 gennaio 2001  | Paesi Bassi          |
| 8  | Fleur Muilwijk        | S     | 6 marzo 2001     | Paesi Bassi          |
| 9  | Lynn van Mill         | C     | 16 aprile 2002   | Paesi Bassi          |
| 10 | Julia Kee             | S     | 12 novembre 1999 | Paesi Bassi          |
| 11 | Sarah van Esch        | O     | 2 agosto 1996    | Paesi Bassi          |
| 12 | Silke van der Giessen | C     | 15 febbraio 1997 | Paesi Bassi          |
| 13 | Annerieke Nederveen   | P     | 4 ottobre 2005   | Paesi Bassi          |
| 14 | Jill Weeda            | L     | 29 ottobre 2002  | Paesi Bassi          |
| 15 | Rianne Stok           | L     | 19 aprile 2000   | Paesi Bassi          |
| 16 | Diede van den Broek   | S     | 2 giugno 2002    | Paesi Bassi          |

## Statistiche

### Statistiche di squadra
| Competizione          | Punti | In casa | In casa | In casa | In trasferta | In trasferta | In trasferta | Totale | Totale | Totale |
| Competizione          | Punti | G       | V       | P       | G            | V            | P            | G      | V      | P      |
| --------------------- | ----- | ------- | ------- | ------- | ------------ | ------------ | ------------ | ------ | ------ | ------ |
| Eredivisie            | 15/5  | 14      | 3       | 11      | 14           | 3            | 11           | 28     | 6      | 22     |
| Coppa dei Paesi Bassi | -     | 0       | 0       | 0       | 1            | 0            | 1            | 1      | 0      | 1      |
| Totale                | -     | 14      | 3       | 11      | 15           | 3            | 12           | 29     | 6      | 23     |

### Statistiche delle giocatrici
Dati non disponibili.